# Davallia forbesii
Davallia forbesii là một loài dương xỉ trong họ Davalliaceae. Loài này được Gepp mô tả khoa học đầu tiên năm 1923.
Danh pháp khoa học của loài này chưa được làm sáng tỏ. 